# Grand Prix des Amériques
Il Grand Prix des Amériques era una corsa in linea maschile di ciclismo su strada che si svolse nella città di Montréal, in Canada, per cinque anni dal 1988 al 1992 sulla distanza di 224 km.
Faceva parte del calendario UCI di Coppa del mondo di ciclismo su strada. Nell'ultima edizione la gara prese, per motivi di sponsorizzazione, il nome di Grand Prix des Amériques-Grand Prix Teleglobe.

## Albo d'oro
Aggiornato all'edizione 1992.
| Anno | Vincitore        | Secondo          | Terzo          |
| ---- | ---------------- | ---------------- | -------------- |
| 1988 | Steve Bauer      | Massimo Ghirotto | Gilles Delion  |
| 1989 | Jörg Müller      | Yvon Madiot      | Charly Mottet  |
| 1990 | Franco Ballerini | Thomas Wegmüller | Sammie Moreels |
| 1991 | Eric Van Lancker | Steven Rooks     | Martin Earley  |
| 1992 | Federico Echave  | Davide Cassani   | Luc Leblanc    |